# Pwapwâ
Pwapwâ (o poapoa) és una llengua austronèsia parlada majoritàriament a l'àrea tradicional de Hoot Ma Waap, al municipi de Voh, a la Província del Nord, Nova Caledònia. Té uns 290 parlants nadius i és una llengua amenaçada en vies d'extinció.